# 이상연 (역도 선수)
이상연(1995년 3월 6일~)은 대한민국의 역도 선수이다. 2023 제19회 항저우 아시안게임에 역도 국가대표로 참가했다.